# Wysszaja Chokkiejnaja Liga (2021/2022)
Sezon WHL 2021/2022 – dwunasty sezon rosyjskich rozgrywek Wyższej Hokejowej Ligi rozgrywany na przełomie 2021 i 2022.

## Uczestnicy
W porównaniu do poprzedniego sezonu ubył klub Dinamo Krasnogorsk, a przyjęto Omskie Krylja i AKM Tuła.
Przed sezonem klub Mołot-Prikamje Perm przemianowano na Mołot Perm, a Gorniak Uczały przekształcono w Gorniak-UGMK i przeniesiono do miejscowości Wierchniaja Pyszma.
| Klub                    | Miasto             | Rok zał. | Rok doł. | Lodowisko                     | Pojem- ność |
| ----------------------- | ------------------ | -------- | -------- | ----------------------------- | ----------- |
| AKM Tuła                | Tuła               | 2021     | 2021     |                               |             |
| Bars Kazań              | Kazań              | 2009     | 2014     | Dworiec Sporta                | 3523        |
| Buran Woroneż           | Woroneż            | 1977     | 2012     | DS Jubilejnyj                 | 3040        |
| Chimik Woskriesiensk    | Woskriesiensk      | 1953     | 2015     | LDS Podmoskowje               | 4000        |
| CSK WWS Samara          | Samara             | 1950     | 2017     | DS Kristałł                   | 473         |
| Czełmiet Czelabińsk     | Czelabińsk         | 1949     | 2010     | DS Junost′                    | 3500        |
| Dinamo Sankt Petersburg | Petersburg         | 2013     | 2016     | SK Jubilejnyj                 | 7600        |
| Dizel Penza             | Penza              | 1948     | 2010     | SZK Dizel-Arena               | 5500        |
| Gorniak-UGMK            | Wierchniaja Pyszma | 2012     | 2017     | LA MAU                        | 1100        |
| Iżstal Iżewsk           | Iżewsk             | 1958     | 2010     | LD Iżstal                     | 3190        |
| Jermak Angarsk          | Angarsk            | 1959     | 2010     | DS Jermak                     | 7000        |
| Jugra Chanty-Mansyjsk   | Chanty-Mansyjsk    | 2006     | 2018     | Arena Jugra                   | 5500        |
| Jużnyj Urał Orsk        | Orsk               | 1959     | 2010     | DS Jubilejnyj                 | 4500        |
| Łada Togliatti          | Togliatti          | 1976     | 2018     | Łada Arena                    | 6000        |
| Mietałłurg Nowokuźnieck | Nowokuźnieck       | 1949     | 2017     | DS Kuznieckich Mietałłurgow   | 7533        |
| Mołot Perm              | Perm               | 1948     | 2010     | UDS Mołot im. W.N. Lebiediewa | 6000        |
| Nieftianik Almietjewsk  | Almietjewsk        | 1965     | 2010     | DS Jubilejnyj                 | 2200        |
| Omskie Krylja           | Omsk               | 2021     | 2021     |                               |             |
| HK Riazań               | Riazań             | 1999     | 2010     | DS Olimpijskij                | 2825        |
| HK Rostów               | Rostów nad Donem   | 2013     | 2015     | SRK Ajs-Ariena                | 458         |
| Rubin Tiumeń            | Tiumeń             | 1959     | 2010     | SK Dworiec Sporta             | 3346        |
| SKA-Niewa               | Petersburg         | 2008     | 2010     | SK Chokkiejnyj Gorod          | 1418        |
| Sokoł Krasnojarsk       | Krasnojarsk        | 1977     | 2011     | Platinum Arena                | 7000        |
| HK Tambow               | Tambow             | 2000     | 2018     | LDS Kristałł                  | 1500        |
| Toros Nieftiekamsk      | Nieftiekamsk       | 1987     | 2010     | Nieftiekamski LDS             | 2000        |
| Zauralje Kurgan         | Kurgan             | 1993     | 2010     | LDS im. N.W. Paryszewa        | 2500        |
| Zwiezda Moskwa          | Moskwa             | 2015     | 2015     | LSK CSKA im. W.M. Bobrowa     | 5600        |

Skróty:

DS – Dworzec Sportu, KS – Kompleks Sportowy, LA – Lodowa Arena, LD – Lodowy Dworzec, LDS – Lodowy Dworzec Sportu, LSK – Lodowy Sportowy Kompleks, SK – Sportowy Kompleks, SRK / SZK – Sportowo-Rozrywkowy Kompleks, UDS – Uniwersalny Dworzec Sportu.

## Sezon zasadniczy
W sezonie zasadniczym przewidziano dla każdej z drużyn rozegranie 52 spotkań. Pierwsze miejsce w sezonie zasadniczym zajęła drużyna Jugry Chanty-Mansyjsk i otrzymała Puchar Jedwabnego Szlaku.

## Faza play-off
Do fazy play-off przewidziano kwalifikację 16 drużyn. W rywalizacji finałowej Rubin Tiumeń pokonał Dinamo Sankt Petersburg w meczach 4:1. Triumfatorzy otrzymali Puchar Pietrowa i złoty medal WHL, Dinamo otrzymało srebrny medal, a Jugra brązowy medal.